# Nyêtang
| Tibetische Bezeichnung                     |
| ------------------------------------------ |
| Tibetische Schrift: མཉེས་ཐང                 |
| Wylie-Transliteration: mnyes thang         |
| Offizielle Transkription der VRCh: Nyêtang |
| THDL-Transkription: Nyetang                |
| Andere Schreibweisen: Nyethang             |
| Chinesische Bezeichnung                    |
| Traditionell: 聶當鄉                       |
| Vereinfacht: 聂当乡                        |
| Pinyin:Nièdāng Xiāng                       |

Nyêtang (tibetisch: མཉེས་ཐང, Umschrift nach Wylie: mnyes thang, auch Nyethang) ist eine Gemeinde im Autonomen Gebiet Tibet in China. Sie liegt im Kreis Qüxü (chin. Qushui), der zum Verwaltungsgebiet der Stadt Lhasa gehört und in dessen Westen liegt. Die Fläche beträgt 134,8 Quadratkilometer und die Einwohnerzahl 4.902 (Stand: Zensus 2010).

## Kloster
Der Ort ist berühmt für sein Kloster Nyethang Drölma Lhakhang.